# Sesué
Sesué – gmina w Hiszpanii, w prowincji Huesca, w Aragonii, o powierzchni 5,35 km². W 2011 roku gmina liczyła 127 mieszkańców.